# ميخائيل داوغرتي
ميخائيل داوغرتي (بالإنجليزية: Michael Daugherty)‏ هو عالم موسيقى وعازف بيانو ومدرس وملحن أمريكي، ولد في 28 أبريل 1954 في سيدار رابيدز في الولايات المتحدة.

## وصلات خارجية
- الموقع الرسمي
- ميخائيل داوغرتي على موقع ميوزك برينز (الإنجليزية)
- ميخائيل داوغرتي على موقع ديسكوغز (الإنجليزية)